# Император Франц Иосиф перед саркофагом Яна Собеского
«Император Франц Иосиф перед саркофагом короля Яна III Собеского в крипте Святого Леонарда в Вавельском соборе» (пол. Cesarz Franciszek Józef przed sarkofagiem króla Jana III Sobieskiego w Krypcie Św. Leonarda w Katedrze Wawelskiej) — картина польского художника Яна Матейко, созданная в 1881 году. Хранится в Кракове в Национальном музее.
Матейко изобразил визит императора Австро-Венгрии Франца Иосифа в крипту Святого Леонарда в Вавельском соборе в Кракове. Император стоит перед гробницей короля Речи Посполитой Яна III Собеского, который когда-то спас Вену от турок.